# Lez Get Real
Lez Get Real fue un sitio de noticias para audiencias lesbianas que operó entre 2008 y 2014.

## Historia
El sitio web fue fundado en 2008. La fundadora operaba el sitio web como "Paula Brooks" y se hacía pasar por lesbiana, además de sorda, para desviar sospechas de no poder usar el teléfono para hablar con periodistas. En 2011, después de que se reveló que la autodenominada bloguera lesbiana siria Amina Abdallah Arraf al Omari era en realidad un engaño de un hombre estadounidense, Tom MacMaster, "Brooks" se reveló como Bill Graber, un trabajador de la construcción jubilado de Ohio .  La revelación se produjo un día después de que se revelara MacMaster.
Después de que se reveló el engaño de Lez Get Real, la reacción de la comunidad lésbica fue negativa. Judy Dlugacz, fundadora y propietaria de Olivia, una empresa de viajes que atiende a lesbianas, describió el engaño como una "indignación". Suzanne Goldenberg dijo que la comunidad lésbica en Internet era "un mundo pequeño" y que "hay relativamente pocos sitios de noticias generales dirigidos por lesbianas, y para algunas escritoras LezGetReal ofreció una oportunidad de iniciarse en la escritura. Dentro de esos círculos cercanos, varias personas dijeron que se sentían traicionadas." 
A finales de 2014, Lez Get Real cerró debido a una combinación de razones financieras y agotamiento entre los escritores restantes. Los escritores y editores emitieron un comunicado sobre el cierre del sitio web, que ya no está disponible.